# Подручје уз Улицу кнеза Милоша у Београду
Просторно културно-историјска целина Подручје уз Улицу кнеза Милоша у Београду налази се на територији града Београда, у Београду, и обухвата простор и објекте на катастарским парцелама КО Врачар, КО Стари град и КО Савски венац.
Укупна површина просторне културно-историјске целине износи 27 хектара и 85 ара.
У оквиру просторне културно-историјске целине налази се четири грађевинска блока, (по типологији су полуотворени), улични фронтови парне и непарне стране са припадајућим катастарским парцелама или деловима катастарских парцела дуж Улице кнеза Милоша, у делу блока између Улица кнеза Милоша, Немањине и Балканске налази се Парк Гаврила Принципа ( Финансијски парк до 2017) уређенa зеленa парковскa површинa.

## Опис
Просторно културно-историјска целина представља простор посебне културно-историјске, архитектонске, урбанистичке, естетске, друштвене, социолошке и нематеријалне вредности. У њеном настанку и развоју се чита успон Београда од времена кнеза Милоша кроз читав 19. и 20. век. Она својим репрезентативним архитектонским фондом у оквиру очуване уличне матрице, чува све градитељске мене Београда и кроз њих прича о политичким аспирацијама различитих режима, државним амбицијама, политичким идеологијама, привредним актуелностима, архитектонским тенденцијама, стиловима, и чувеним градитељима – највећим именима српске архитектуре. Својим архитектонско-урбанистичким миљеом ова улица указује на доследну тежњу ка престижном градитељском уређењу, али и на константну бригу о наслеђеним вредностима. Њено наслеђе се појединачно, али и као целина, налази у првој равни према значају укупног непокретног културног наслеђа Београда и модерне Србије.
Важну карактеристику просторне целине чини њено језгро са објектима државне управе, чиме се тај простор ослања на првобитну идеју кнеза Милоша о формирању новог управног центра. У горњем делу улице доминирају пословни објекти, док су у сегменту од Немањине према Мостарској петљи већином стамбене зграде и амбасаде. Вредност простора употпуњују улични дрвореди, озелењени простори и паркови. У просторној културно-историјској целини се налази низ значајних објеката који се истичу својим архитектонским карактеристикама, стилским и типским посебностима што указује на њене несумњиве архитектонске и естетске вредности.
Просторна целина је везана за значајне историјске догађаје и знамените личности из области привреде, књижевности, уметности, политике... које су овде имале своје домове. На овом простору се налазе и значајне институције које су имале пресудан утицај на политички, привредни и друштвени развој Београда и Србије, што указује на неоспорне друштвене вредности подручја.

## Историја
Подручје уз Улицу кнеза Милоша је простор који је почео да се развија у време владавине кнеза Милоша као државни, административни и војни центар српског Београда. Просецање и уређење Улице кнеза Милоша представља резултат првог урбанистичког плана овог дела Београда четрдесетих година 19. века, према нацрту Франца Јанкеа. План је представљао најмодернију урбанизацију која је увелико примењивана широм Европе. Улице су се секле под правим углом и та нова ортогонална мрежа била је потпуна супротност у односу на турски Београд у шанцу са кривудавим улицама. Захваљујући овом Словаку, у Београду и Србији су по први пут уведени европски принципи обликовања у архитектури и у урбанистичком уређењу.
На простору између данашње Немањине и Улице краља Милана до краја 19. века групишу се велике јавне грађевине – савамалски конак – двор кнеза Милоша, Велика касарна, Вазнесењска црква, зграда Државног савета, Војна академија, Министарство војно, зграда Народне скупштине. Око двора је формирана најпре башта а потом и парк који је одлуком кнеза Михаила из 1864. године проглашен народним и на тај начин постао први јавни парк у Београду.
Престижни карактер који је Улица кнеза Милоша врло брзо стекла потврђује Трамвајска линија према „Мостару”, Вајфертовцу и Топчидеру уведена 1894. године, као и репрезентативни стамбени објекти подигнути још крајем 19, а посебно почетком 20. века у доњем делу улице. У новим стамбеним вилама живели су угледни Београђани попут адвоката и певача Мијата Мијатовића, професора физике на Великој школи Косте Алковића, митрополита Михаила, архитекте и професора Техничког факултета Николе Несторовића, грађевинара Николе Виторовића и других. Нешто касније улицу ће населити дипломате, високи чиновници, индустријалци, писци, међу њима позната имена и презимена попут кнеза Павла Карађорђевића, Бајлонија, Јована Белимарковића, Теокаревића, Исидоре Секулић.
Куће подизане у Улици кнеза Милоша представљале су репрезентативне објекте – типа вила, најчешће у академском стилу. Поред њих, пре свега у горњем делу улице, подизани су и објекти јавне намене у истом духу. Свој печат су крајем 19. и почетком 20. века у Улици кнеза Милоша оставила најзначајнија имена београдске градитељске сцене овог времена попут Николе Несторовића, Јована Новаковића, Душана Живановића, Данила Владисављевића, Петра Бајаловића.
Полако, насељаване су и бочне улице. На падини према данашњој Савској улици подизани су скромни објекти, најчешће куће бондручаре. Овај фонд биће у великој мери замењен у међуратном периоду када су у ужурбаној изградњи Београда подизани рентијерски објекти – вишеспратнице, врло често једноставног, тзв. модернистичког обликовања. Рентијерски објекти у Улици кнеза Милоша ће често добијати атрактивну архитектонску и декоративну пластику и тако се наћи у групи раскошније и привлачније ар деко архитектуре.
У списку имена градитеља међуратног периода опет се препознају водеће архитекте тог доба: Милан Злоковић, Богдан Несторовић, Миладин Прљевић, Миша Манојловић, Исак Азриел, Александар Ђорђевић...
Слику улице је до почетка Другог светског рата највише одредило присуство великих јавних грађевина. На раскрсници Немањине и Улице кнеза Милоша у духу академизма подижу се Министарство финансија (Влада Републике Србије) према пројекту руског архитекте Николе Краснова и Министарство шума и руда и пољопривреде и вода (Министарство иностраних послова) према пројекту архитеката Драгише Брашована, Николе Несторовића и Николе Краснова. У близини се подижу и палата старог Генералштаба према пројекту руског архитекте Василија Вилхелма Баумгартена и зграда Министарства саобраћаја Светозара Јовановића. У завршном делу улице – према „Мостару” подигнута је зграда Министарства социјалне политике и народног здравља према пројекту Димитрија М. Лека.
Непосредно након завршетка Другог светског рата изграђене су у улици Кнеза Милоша данашња зграда Југословенског речног бродарства А. Секулића и зграда Савезног МУП-а словеначког архитекте Лудвига Томорија, као изразити примери архитектуре социјалистичког реализма. До 1965. године на раскрсници Кнеза Милоша и Немањине улице, на месту где су се некада налазили Министарство војно и стара зграда Војне академије, биће подигнуте зграде Генералштаба Војске Србије и Црне Горе и Министарства одбране у Београду. Нови објекти су својом урбанистичком диспозицијом и снагом целокупног ансамбла постављеног на једну од најпрометнијих градских саобраћајница, постали једна од најмаркантнијих урбаних слика Београда. Као и зграда Савезног МУП-а, овај комплекс је тешко оштећен у бомбардовању Београда 1999. године.
Након Другог светског рата наставља се и изградња стамбених вишеспратница. На углу са Бирчаниновом улицом настаје стамбени блок у духу соцреализма према пројекту Н. Шерцера, али ускоро и у креативнијем стваралачком изразу стамбена зграда на углу са Крунском улицом Вере Ћирковић, пословна зграда „Србијашуме” на бр. 55, Немачка амбасада на бр. 74 (нажалост срушена), стамбени блок на бр. 83–87, стамбено-пословна зграда на бр. 80 Браниславе Лисичић... Споредне улице овог простора претрпеће највећу трансформацију након Другог светског рата будући да ће њихов нови карактер одредити велике стамбене ламеле.
Већа трансформација улице данас је актуелна на броју 74–76 где се подиже нова зграда Немачке амбасаде према пројекту Пројектног бироа „Karlundp” из Минхена, у Улици војводе Миленка целом дубином блока између Кнеза Милоша и Сарајевске улице где се подиже велики пословно-стамбени комплекс Kneza Milosa Residence према пројекту компаније Energogroup и уз саму Мостарску петљу где се зида разуђени пословно стамбени комплекс Belgrade Skyline израелске компаније AFI Europe. Савремене интервенције би требало да афирмишу све вредности овог изузетно значајног београдског потеза.

## Непокретна културна добра у оквиру ПКИ целине
У оквиру просторно културно-историјске целине следећи објекти утврђени су за непокретна културна добра:
1. Антички Сингидунум, археолошко налазиште, Решење Завода за заштиту споменика културе града Београда бр. 176/8 од 30. јуна 1964.

1. Зграда Официрске задруге, Масарикова 4, Савски венац (Решење Завода за заштиту споменика културе града Београда бр. 1070/3 од 30. децембар 1966.) – културно добро од великог значаја (Одлука о утврђивању, „Службени гласник СРС”, број 14/79)

1. Музичка школа „Станковић”, Кнеза Милоша 1, Врачар (Одлука о проглашењу, „Службени лист града Београда”, број 16/87)
2. Дом Удружења југословенских инжењера и архитеката у Београду, Кнеза Милоша 7, Врачар (Одлука о утврђивању, „Службени гласник РС”, број 98/18)
3. Кућа породице Петронијевић у Београду, Кнеза Милоша 19, Врачар (Одлука о утврђивању, „Службени гласник РС”, број 86/19)

1. Зграда у Улици краља Милана бр. 1, Стари град (Одлука о проглашењу, „Службени лист града Београда”, број 19/81)
2. Зграда у Улици краља Милана бр. 3, Стари град (Одлука о проглашењу, „Службени лист града Београда”, број 19/81)
3. Дом Врачарске штедионице, Краља Милана 9, Стари град (Одлука о утврђивању, „Службени гласник РС”, број 73/07)
4. Вазнесењска црква, Адмирала Гепрата 19, Савски венац (Решење Завода за заштиту споменика културе града Београда број 290/3 од 27. априла 1967.)

1. Амам Кнеза Милоша, Адмирала Гепрата 14, Савски венац (Решење Завода за заштиту и научно проучавање споменика културе НРС број 595 од 20. април 1948.)
2. Палата Министарства финансија Краљевине Југославије, Кнеза Милоша 22, Савски венац (Одлука о утврђивању, „Службени гласник РС”, број 32/01)
3. Палата Министарства шума и руда и Министарства пољопривреде и вода, Кнеза Милоша 24–26, Савски венац (Одлука о утврђивању, „Службени гласник РС”, број 32/01)
4. Зграда Генералштаба, Кнеза Милоша 33, Савски венац (Одлука о проглашењу, „Службени лист града Београда”, број 23/84)
5. Зграде Генералштаба Војске Србије и Црне Горе и Министарства одбране у Београду, Кнеза Милоша 33–41, Савски венац (Одлука о утврђивању, „Службени гласник РС”, број 115/05)
6. Породична кућа Николе Несторовића, Кнеза Милоша 40, Савски венац (Решење Завода за заштиту споменика културе града Београда број 196/6 од 10. јуна 1963.)

1. Кућа архитекте Јована Илкића у Београду, Милоша Поцерца 32, Савски венац (Одлука о утврђивању, „Службени гласник РС”, број 9/15)
2. Дом Удружења новинара Србије, Ресавска 28, Врачар (Одлука о утврђивању, „Службени гласник РС”, број 51/97)
3. Зграда Министарства саобраћаја, Немањина 6, Савски венац (Одлука о утврђивању, „Службени гласник РС”, број 73/07)
4. Касарна VII пука, Немањина 15, Савски венац (Одлука о проглашењу, „Службени лист града Београда”, број 26/92)
5. Зграда Министарства социјалне политике и народног здравља у Београду, Кнеза Милоша 101, Савски венац (Одлука о утврђивању, „Службени гласник РС ”, број 51/13).

У оквиру просторно културно-историјске целине следећи објекти уживају статус добра под претходном заштитом:
1. Палата „Београд ”, Масарикова 5, Краља Милана 38
2. Зграда Државног савета и Главне контроле, Кнеза Милоша 18
3. Војна академија, Ресавска 40б, Бирчанинова 5а.

## Одлука о проглашењу за НКД
Одлуком Владе Републике Србије 05 број 633-11084/2020 од 29. децембра 2020. године, Подручје уз Улицу кнеза Милоша у Београду, је проглашено за непокретно културно добро Србије.